# Шилов, Иван Фёдорович
Иван Фёдорович Шилов (3 сентября 1930 — 22 декабря 2021, Москва) — советский и российский руководитель органов внутренних дел, генерал-полковник внутренней службы. Начальник ГУВД Московского облисполкома (1985—1988), заместитель министра внутренних дел СССР (март — сентябрь 1988 г.), первый заместитель министра внутренних дел СССР (сентябрь 1988 — декабрь 1991 г.), одновременно начальник Главного следственного управления МВД СССР (1989—1990); первый заместитель министра внутренних дел РФ (1992).

## Биография
Отец — участник войны, в составе Сибирской дивизии после Парада на Красной площади 7 ноября 1941 года участвовал в обороне Москвы, был ранен; офицер — служил в исправительно-трудовых колониях. Мать — колхозница.
В 1948—1952 годах проходил службу в военизированной охране стрелком отдельного лагерного пункта 7 УИТЛК УВД Кемеровского облисполкома. На третьем году службы был рекомендован в Калининградское военное училище МВД СССР, куда поступил и которое успешно закончил (1953). Был распределён на Дальний Восток в распоряжение УВД Хабаровского крайисполкома, работал в отделе угрозыска УВД г. Советская Гавань Хабаровского Края: оперуполномоченный, затем следователь, старший следователь, с 1957 г. — старший оперуполномоченный.
В 1959—1961 гг. слушатель Высшей школы МВД (реорганизована в Высшую школу МООП РСФСР), которую окончил в 1963 году.
По окончании обучения, был направлен на прохождение службы в Кемеровскую область: оперуполномоченный, начальник отделения милиции, затем РОВД в г. Новокузнецк на строительстве Западно-Сибирского металлургического комбината. Во время посещения Всесоюзной стройки, министр внутренних дел В. С. Тикунов высоко оценил работу И. Ф. Шилова, порекомендовав его кандидатуру на должность начальника Управления уголовного розыска УВД (возглавил в 1970 году). С 1976 года — заместитель начальника УВД Кемеровского горисполкома по оперработе.
С 1978 по 1979 гг. главный инспектор МВД СССР.
С 1979 по 1983 гг. начальник УВД Приморского крайисполкома.
В период с 1983 по 1985 гг. — начальник Главного управления уголовного розыска МВД СССР, член Коллегии МВД СССР.
«Возглавляя Главное управление уголовного розыска МВД СССР, он отстоял сложившуюся систему оперативной работы от необоснованного насаждения подходов, применяемых в работе КГБ», — отмечал ген.-полковник Владимир Гордиенко.
С 1985 по 1988 гг. начальник ГУВД Московского облисполкома.
Заместитель министра внутренних дел СССР (март — сентябрь 1988 г.);
1-й заместитель министра внутренних дел СССР (сентябрь 1988 — декабрь 1991 г.), одновременно начальник Главного следственного управления МВД СССР (1989—1990 гг.);
1-й заместитель министра внутренних дел РФ (1992 г.)
С 1992 года работал в Администрации Московской области, с 2004 года — советник Губернатора Московской области Громова. В 2004 году возглавил Российский совет ветеранов органов внутренних дел и внутренних войск МВД России, с 2007 года — помощник Министра внутренних дел РФ, член Коллегии МВД.
Академик, профессор Академии проблем безопасности, обороны и правопорядка РФ.
Умер 22 декабря 2021 года в Москве.

## Награды
Награды: ордена Трудового Красного Знамени, Дружбы народов, «Знак Почета»,  «За заслуги перед отечеством» 3-й (01.09.2010) и 4-й (10.11.2005) степеней, «Александра Невского» ,Петра Великого I степени, нагрудный знак «Заслуженный работник МВД СССР». Почетный гражданин Московской области (2010) , * Почётный гражданин Новокузнецка (2022).